# حسن‌آباد قوش بلاغ
حسن‌آباد قوش بلاغ، روستایی از توابع بخش جوکار شهرستان ملایر در استان همدان ایران است.

## جمعیت
این روستا در دهستان المهدی قرار دارد و براساس سرشماری مرکز آمار ایران در سال ۱۳۹۵، جمعیت آن ۱۶۹ نفر (۵۷خانوار) بوده‌است.